# Vulkanutbrottet på Västmannaöarna 1973

Karta med uppgifter om förändringar efter utbrottet.

Vulkanutbrottet på Västmannaöarna 1973 (isländska: Heimaeyjargosið) började omkring klockan 20:00 den 21 januari 1973 med mindre jordskalv och pågick till de första dagarna i juli samma år.

## Förlopp

### Utbrottets inledning
På kvällen den 21 januari 1973 skedde det jordskalv, som var för svaga för att uppfattas av invånarna på Hemön på Västmannaöarna, men som fångades upp av en seismisk station 60 kilometer därifrån. Där uppmättes fler än ett hundra jordskalv mellan klockan ett och tre på natten den 22 januari, vilka verkade komma från havet söder om Heimaey. Jordskalven fortsatte mera sällan fram till klockan elva på förmiddagen, och upphörde därefter fram till elva-tiden på kvällen. Mellan klockan 23:00 och 01:34 den 23 januari skedde sju skalv, som kom från närmare ytan och var intensivare, samtidigt som skalvens epicentrum närmade sig staden Heimaey. Det kraftigaste skalvet uppmättes till 2,7 på Richterskalan.
Små jordskalv är vanliga vid gränsen mellan tektoniska plattor, och ingenting indikerade att skalven förebådade ett större vulkanutbrott. Närmare klockan två på natten den 23 januari öppnade sig en spricka på östra delen av Hemön, endast en knapp kilometer från stadens Heimaeys centrum och omkring 200 meter från Kirkjubær, där öns kyrka tidigare legat. Sprickan ökade snabbt från 300 meters längd till 2 kilometer. Spektakulära 50–150 meter höga lavafontäner uppstod längs hela sprickan, som blev som längst 3 kilometer lång under utbrottets första timmar. Så småningom koncentrerades utbrottet till ett utsläppshål omkring 800 meter norr om Helgafells gamla vulkantopp och precis utanför stadens östra ände.
Under utbrottets första dagar kom ungefär 100 kubikmeter per sekund lava och tefra från sprickan, och inom två dagar hade lavafontänerna byggt upp en mer än 100 meter hög kon. Den nya vulkanen döptes först till Kirkjufell efter närheten till Kirkjubær, men ändrades sedan officiellt av myndigheterna till Eldfell trots lokalt motstånd. De fontänliknande utbrotten pågick till den 19 februari, och avsatte sig i tjocka lager av aska och tefra över öns norra hälft och ökade på vulkankonens höjd tills den blev 200 meter hög.
Utbrottets rök- och askpelare nådde upp till 9 000 meter som mest. Lavaflödena från vulkankonen flöt åt norr och öster och åstadkom ett sakta ökande lavadelta längs öns östra kust och ned i hamnen.
I början av maj var lavaströmmen mellan 10 meter och 23 meter i höjd. Lavaströmmen tog med sig stora block från vulkanens topp.
De gaser, som kom från den del av sprickan som låg under vattenytan, var huvudsakligen koldioxid, och gaserna från den nedkylda lavaströmmen var till 70 procent kvävehaltiga gaser. Giftiga gaser ansamlades på låglänta ställen på öns östra del.

### Evakuering
Under utbrottets första timmar evakuerade civilförsvarsorganisationen hela Hemöns befolkning på basis av tidigare utarbetad evakueringsplanläggning. Evakueringen nödvändiggjordes av att lavaströmmen mycket tidigt började röra sig mot stadens östra delar och av att hela ön hotades av risken för tunga nedfall av aska och annat pyroklastiskt material.
På grund av kraftiga stormar dagarna före vulkanutbrottet låg så gott som hela fiskeflottan i hamnen, en turlig omständighet som hade stor betydelse för den snabba evakueringen. Västmannaöarnas invånare larmades av sirener från brandbilarna och samlades i hamnen med bärbara tillgångar. De första fartygen seglade ut mot Þorlákshöfn omkring klockan 02:30, endast en halvtimme efter det att utbrottet börjat.
De flesta västmannaöborna lämnade ön med båt. Genom att lavaströmmen och asknedfallet till en början inte skadade Västmannaöarnas flygplats landningsbanor, kunde äldre och patienter från sjukhuset evakueras med flyg. Flygplan sändes in från Reykjavik och Keflavik. Inom sex timmar från vulkanutbrottets början hade 5 300 personer bringats i säkerhet på fastlandet. En del stannade kvar för att sköta oumbärliga arbetsuppgifter och rädda egendom i hotade byggnader.

### Förstörelse av byggnader och landutvidgning

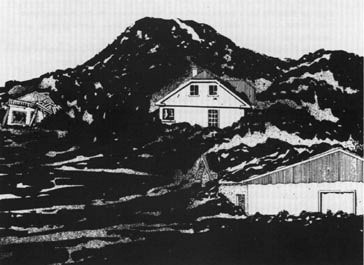
Hus som begravts i aska.

De hus som låg nära vulkansprickan förstördes tidigt av lava och av nedfall av pyroklastiskt material. Några dagar efter utbrottets början ändrades vindriktningen och det började blåsa mot väst, vilket gjorde att det blev ett omfattande nedfall av pyroklastiskt material över hela ön, med stora skador på fastigheterna. Många av husen i stan förstördes också av den nedfallna askans vikt, men insatser av frivilliga för att skotta bort aska från taken och sätta upp skivor för fönstren räddade ännu fler hus. Framemot slutet av januari täckte tefran större delen av ön, med som mest 58 meter djupa lager. Bortsett från nedfallen aska brann också vissa hus av eld som orsakades av lavabomber, eller störtade in av de framvällande lavaströmmarna.
I början av februari minskade intensiteten i asknedfallet, men lavaströmmar fortsatte att orsaka allvarliga skador. Undervattensaktivitet strax norr om eruptionssprickan skadade både den elektrisk huvudkabeln och vattenledningen mellan fastlandet och Hemön, och dessutom började en lavaström flyta mot hamnen.

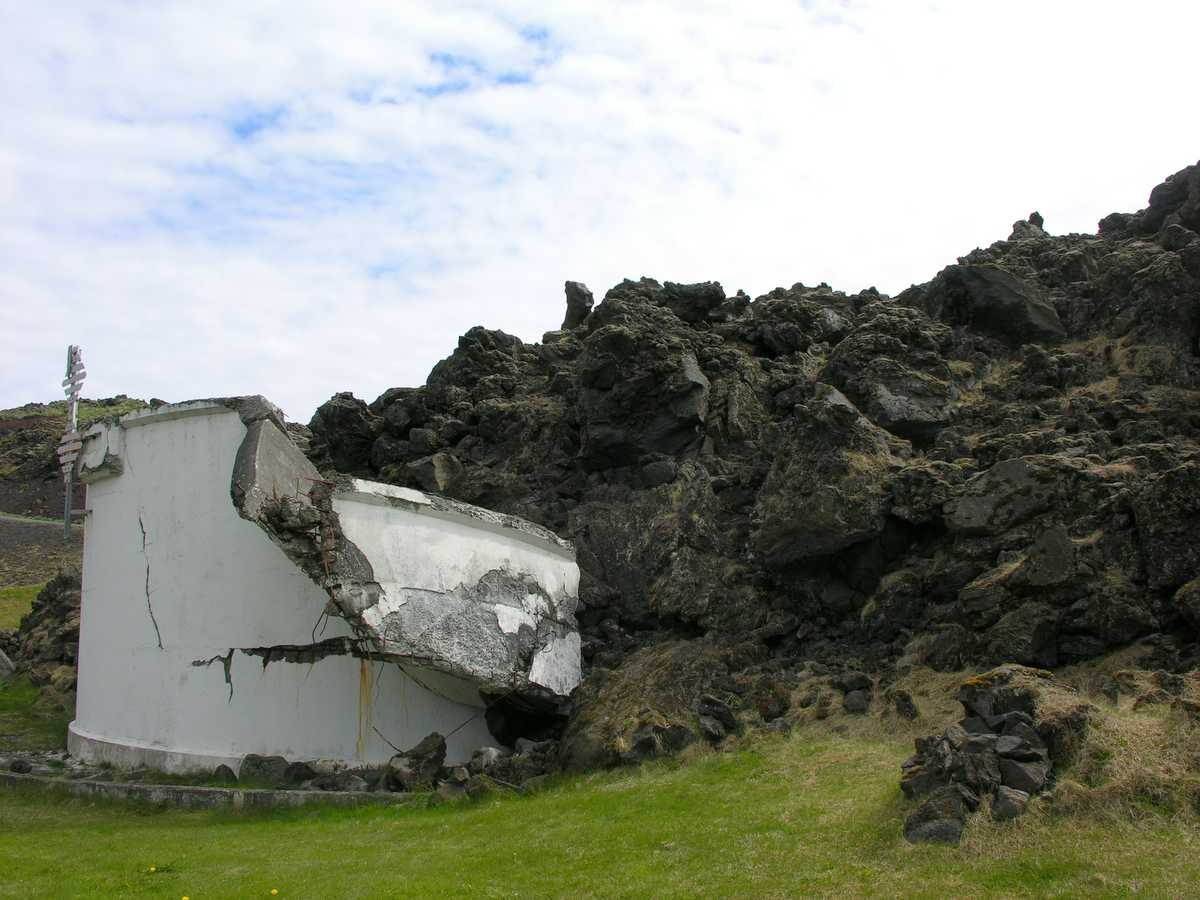
Vattentank av betong, som delvis krossats av lava.

Det flöt också lava ner i havet på öns östra sida, vilket skapade nya landområden och till slut skulle åstadkomma en ökning av öns yta med mer än två kvadratkilometer. Hundratals hus i stans östra del förstördes också av lavaströmmar. Trots att vulkanutbrottet skett så nära stan och förorsakat så stor materiell skada, omkom endast en person till följd av detta. Det var en person som gått in i ett hus och kvävts av giftiga gaser.
I ansträngningarna för att minska risken för skador av ansamlade giftiga gaser ingick att bygga en hög vall av tefra för att avleda gaserna från stadsbebyggelsen, och också att gräva ett dike för att leda bort koldioxid. Dessa åtgärder hade endast begränsad effekt, då de byggde på antagandet att gaserna bildades i vulkanens utloppshål och sedan rann ner därifrån mot staden. I själva verket kom koldioxidgaser också nedifrån marken direkt upp i staden.

### Vattenbegjutning av lavan

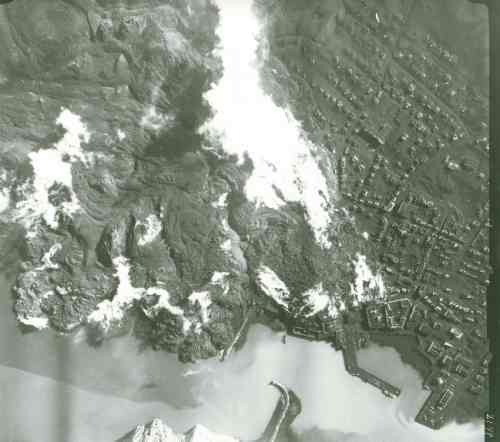
Ånga som från platser där havsvatten begjutits på lavan.

Risken för att lavaströmmarna skulle skära av öns hamn var det tydligaste hotet mot öns framtid. En reservplan var att om så skedde, skära igenom en låg sandrevel på öns norra sida för att få ett nytt inlopp till hamnbassängen. Tidigare hade försök gjorts på Hawaii och på Etna att minska lavaströmmarna med vattenbegjutning, men försöken hade varit ganska småskaliga och inte särskilt lyckosamma. Det första försöket att få lavaströmmen långsammare genom att spruta havsvatten på lavaströmmens front påbörjades den 6 februari i en volym på 100 liter per sekund och hade viss effekt. Därför ökades insatsen. Tidigt i mars bröts ett stort stycke, kallat Flakkarinn (Vandraren), av kratern loss och började flyta på lavaströmmen mot hamnen. Med hjälp av muddringsbåten Sandey  attackerades lavaströmmen med ännu mer vatten, och Vandraren bröts slutligen itu i två bitar, vilka bägge stannade upp omkring 100 meter från hamnmynningen.
Projektet för vattenbegjutning blev det största av sitt slag som genomförts. Sandey hade kapacitet att spruta upp till 400 liter per sekund på den framrinnande lavan, och det lades ut ett nätverk av rör ovanpå lavan för att sprida ut kylvattnet på så stor yta som möjligt. Trästöttor för rören fattade eld, när lavan var som hetast, och även stöttor av aluminium smälte, men själva rören klarade sig genom flödet av kallt vatten. Vid varje tillfälle klarade man att kyla ned upp till 12.000 kvadratmeter lava.

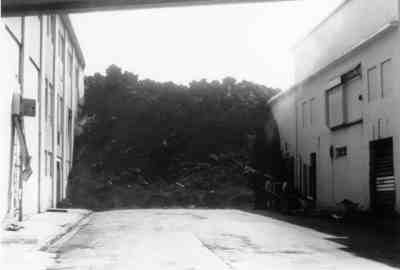
Vatten sprutades på denna lavaström för att stoppa dess väg nedför gatan.

Arbetet med att lägga ut rör på en het lavaström var ytterst riskabelt. Sikten var dålig på grund av vattenångorna. Rörläggarna använde bandtraktorer och kommunikationsradio för att ta sig fram genom ångorna för att lägga ut fler rör. De lyckades lägga rör upp till 130 meter in från lavaströmmens rörliga front. Ingen blev allvarligt skadad.
Mot slutet av mars hade en femtedel av staden täckts av lavaflödet, och det krävdes ytterligare mer vatten. Från USA sändes 32 pumpar med en kapacitet på vardera upp till 1000 liter per sekund. Den ökade kapaciteten minskade dramatiskt lavaströmmens hastighet, och den stoppades till slut.
Vattenkylningsarbetet avslutades den 10 juli 1973, då omkring 8 miljoner kubikmeter havsvatten hade begjutit lavan. Eldsfells utbrott var ett specialfall, som gjorde att denna metod kunde användas med positiv effekt. Det hade samband med att den första eruptionen skedde så nära stadens centrum och hamn och med att lavaströmmen var mycket långsam. Dessutom fanns havsvatten lätt tillgängligt i den närbelägna hamnen och transportmöjligheterna till sjöss och till lands för pumpar och slangar goda.

### Utbrottets slutfas

Förändringen av Heimaeys kustlinje efter Eldfells utbrott.

Volymen på det material som vulkanen spydde ut minskade stadigt efter de första få dagarna. I början var mängden 100 kubikmeter per sekund, och den minskade till omkring 60 kubikmeter per sekund den 8 februari och till 10 kubikmeter per sekund 
i mitten av mars. Därefter sjönk minskningstakten, men vid mitten av april var mängden nere i omkring 5 kubikmeter per sekund. Utbrottet slutade i början av juli.
Sammanlagt beräknas vulkanen ha avgivit en kvarts kubikkilometer lava och tefra. Detta byggde upp omkring 2,24 kvadratkilometer nytt landområde på Heimaey, som därmed ökade från 11,20 kvadratkilometer till 13,44 kvadratkilometer, en ökning med 20 procent.
Hamninloppet kom slutligen att bli avsevärt trängre, med den nya lavan fungerande som en ny vågbrytare, som förbättrade hamnens skydd mot östliga stormar.

## Heimaey efter 1973

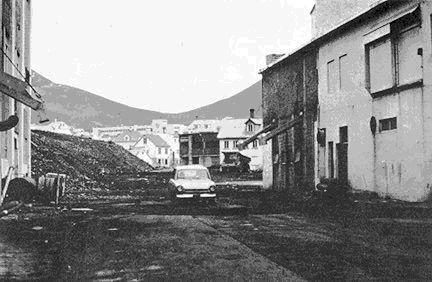
Gata, som rensats från aska.

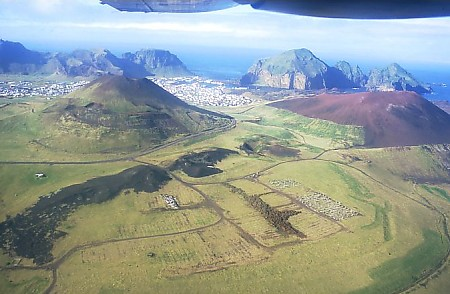
Helgafell (till vänster) och Eldfell (till höger) idag. Brottytan från 1973 års spricka syns tydligt.

Mot slutet av 1975 var invånarantalet på Västmannaöarna ungefär 85 procent av antalet före vulkanutbrottet. Fiskerinäringen på Västmannaöarna var redan 1974 tillbaka i normal verksamhet.
Tefran från vulkanen användes till att bygga ut flygplatsens landningsbanor och till utfyllnad i havet för att bygga nya kajer där.

### Allmänna källor
- Richard Kölb: Heimaey island, Vestmannaeyjar, Iceland